# Jeux Invictus
Les Jeux Invictus (en anglais : Invictus Games) sont une compétition multisports pour soldats et vétérans de guerre blessés et personnes en situation de handicap. S'inspirant des Jeux paralympiques, ils tirent leur nom du poème Invictus de William Ernest Henley ; le slogan, I AM (« Je suis »), renvoie d'ailleurs aux deux derniers vers du poème (I am the master of my fate: I am the captain of my soul, soit « Je suis le maître de mon destin : je suis le capitaine de mon âme »).
Les Jeux sont soutenus  par toute la famille royale et suggérés par le  prince Henry de Galles futur Harry de Sussex qui en obtient le patronage. Ils s'appuient sur les Warrior Games (« Jeux des Guerriers ») pour soldats et vétérans américains en situation de handicap et la  famille Royale  souhaite lancer un événement similaire mais de portée internationale.
Six éditions des Jeux ont eu lieu, à ce jour : en 2014 à Londres (Royaume-Uni), en 2016 à Orlando (États-Unis), en 2017 à Toronto (Canada), en 2018 à Sydney (Australie), en 2022 à La Haye (Pays-Bas) et en 2023 à Düsseldorf (Allemagne). La prochaine édition se fera en 2025 à Vancouver (Canada) et sera pour la première fois dans l'histoire les Jeux Invictus d'hiver. 

## Jeux de 2014

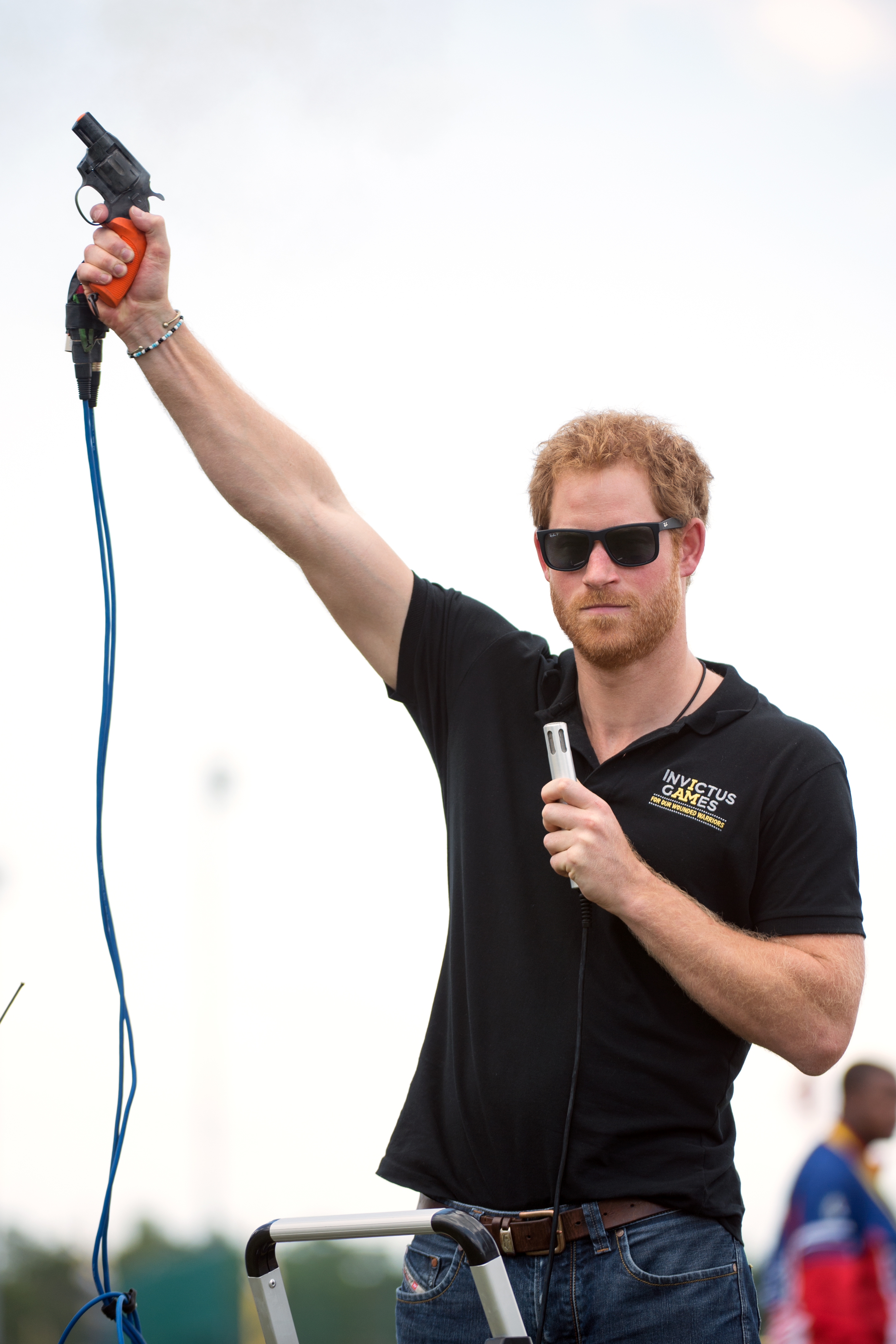
Le prince Harry, duc de Sussex, inspirateur des Jeux Invictus.

Les premiers Jeux ont lieu à Londres du 10 au 14 septembre 2014 en utilisant notamment les sites des Jeux paralympiques d'été de 2012.
Ces Jeux sont retransmis en télévision sur la BBC au Royaume-Uni et relayés en France dans les journaux télévisés de France Télévisions. Le français Alain Akapko remporte notamment 2 médailles d'or.

### Lieux
Les sites suivants sont utilisés pour les Jeux Invictus 2014 :
- Lee Valley Centre Athlétisme
- Londres Véloparc
- Here East
- Centre aquatique de Londres
- Copper Box Arena

### Nations participantes
Quatorze pays participent : le Royaume-Uni et treize de ses alliés, dont l'Australie et les États-Unis. Ils envoient au total près de 400 athlètes (dont 130 pour le pays hôte). 
- Afghanistan
- Allemagne
- Australie
- Canada
- Danemark
- Estonie
- États-Unis
- France
- Italie
- Géorgie
- Nouvelle-Zélande
- Pays-Bas
- Royaume-Uni

L'Irak, invité à participer, n'envoie que des observateurs, avec l'espoir d'envoyer des athlètes soldats à des Jeux ultérieurs.

### Cérémonie d'ouverture
Les Jeux s'ouvrent en musique au Parc olympique, en présence du prince Henry de Galles futur Duc de Sussex  (qui y fait un discours d'inauguration), de Charles prince de Galles  future roi Charles III  et de la duchesse de Cornouailles future reine Camilla, du duc de Cambridge William futur prince de Galles  ainsi que du Premier ministre, David Cameron. Michelle Obama, Première dame des États-Unis, avait enregistré un message. 
La cérémonie d'ouverture est marquée par un défilé militaire et un défilé des athlètes.

### Épreuves sportives

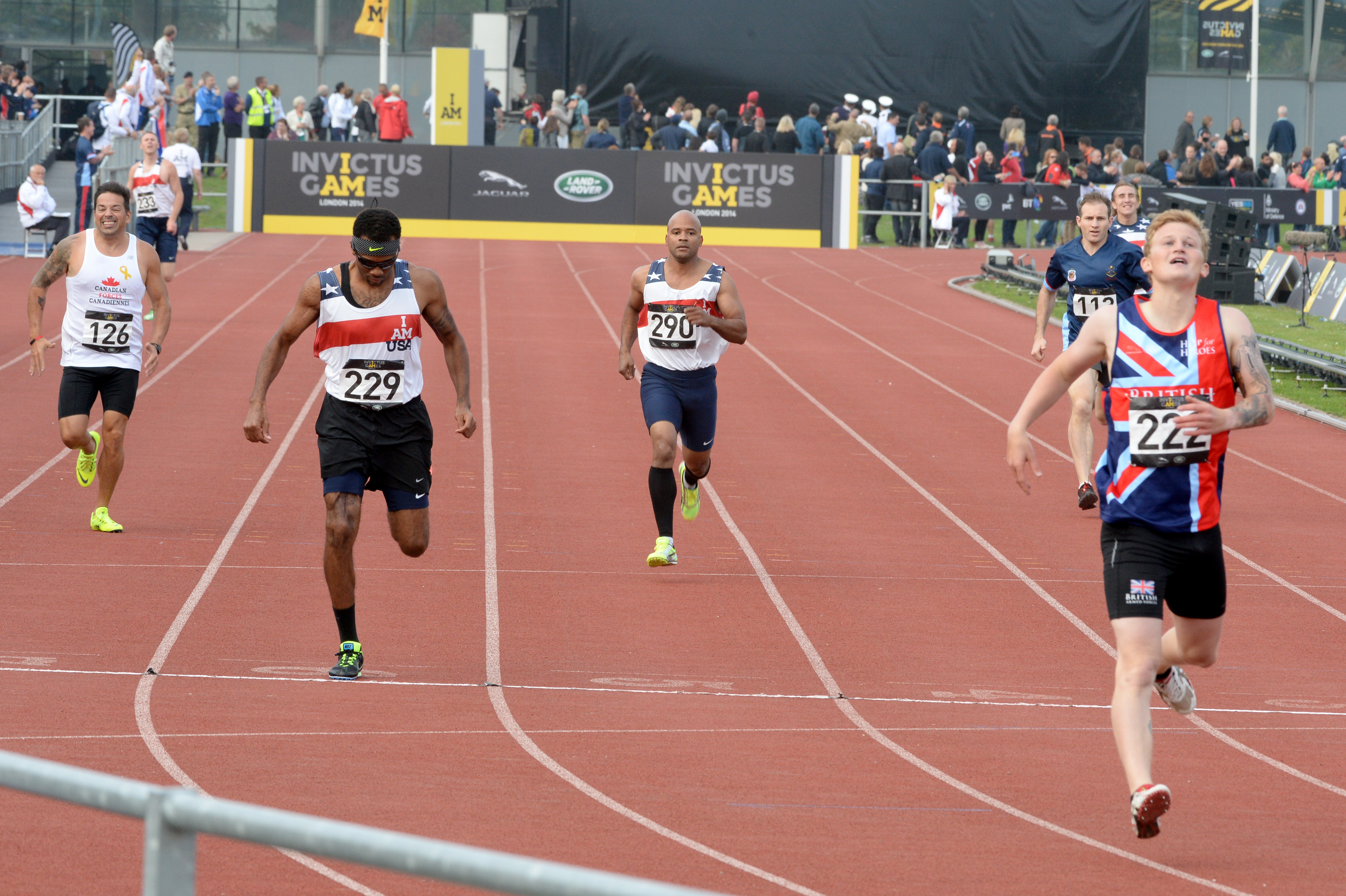
L'épreuve du 400 mètres hommes aux Jeux de 2014.

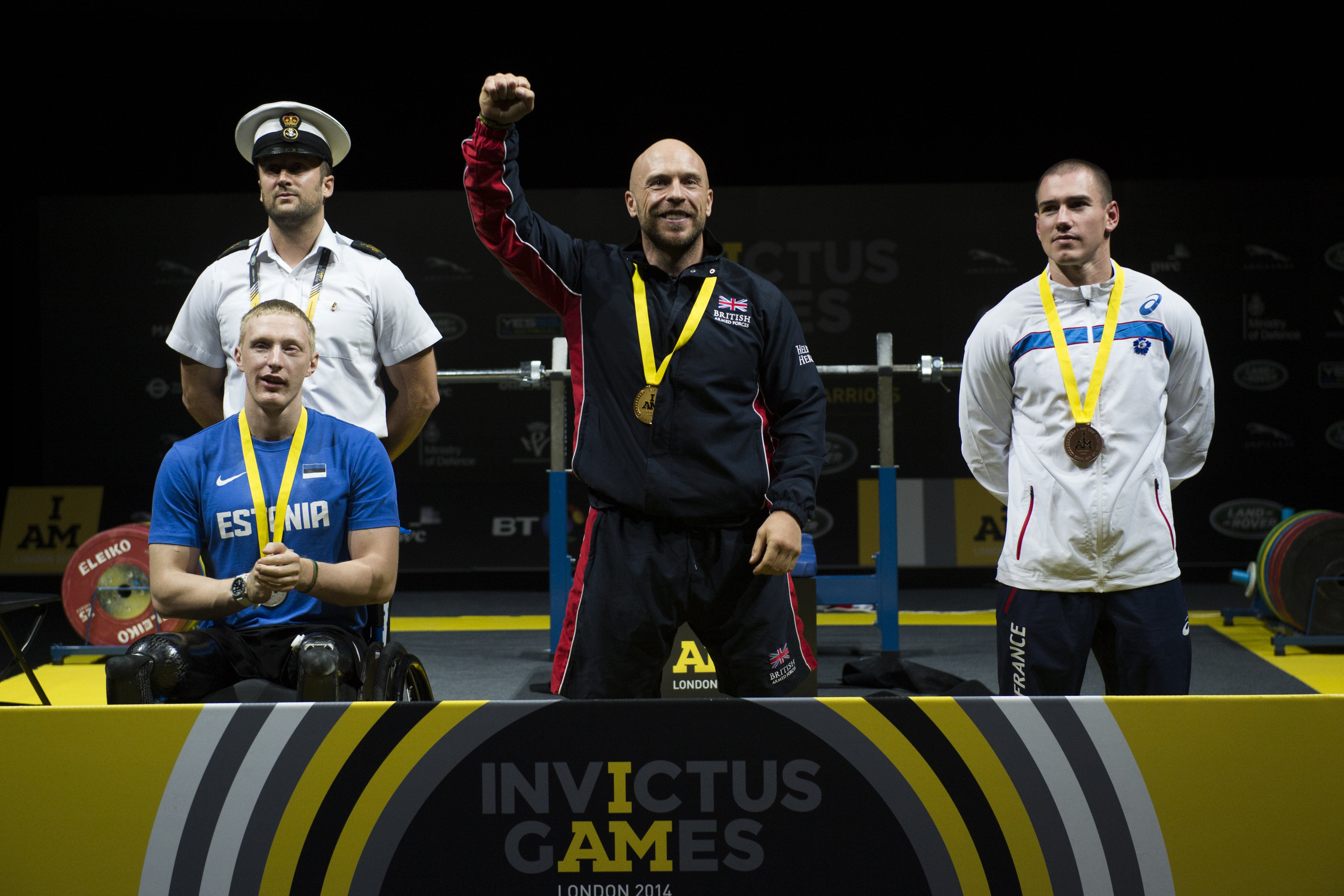
2014 Micky Yule, Or, Raigo Roots, Ag, Stephane Boissinot, Br.

Neuf disciplines sportives sont au programme : 
- athlétisme (aka Track & Field)
- aviron Indoor
- basket-ball en fauteuil roulant
- cyclisme sur route
- natation
- rugby-fauteuil
- powerlifting
- tir à l'arc
- volleyball assis[2].

Le sponsor principal Jaguar Land Rover a également organisé un défi de conduite.

### Concert de clôture des Jeux 2014
Le concert de clôture a été diffusé sur BBC Two avec des commentaires de Clare Balding et Greg James. Le concert a été organisé par Nick Grimshaw et Fearne Cotton. Il contenait un show du groupe Foo Fighters  et des chansons de James Blunt, Rizzle Kicks, Bryan Adams et Ellie Goulding.

### Tableau des médailles

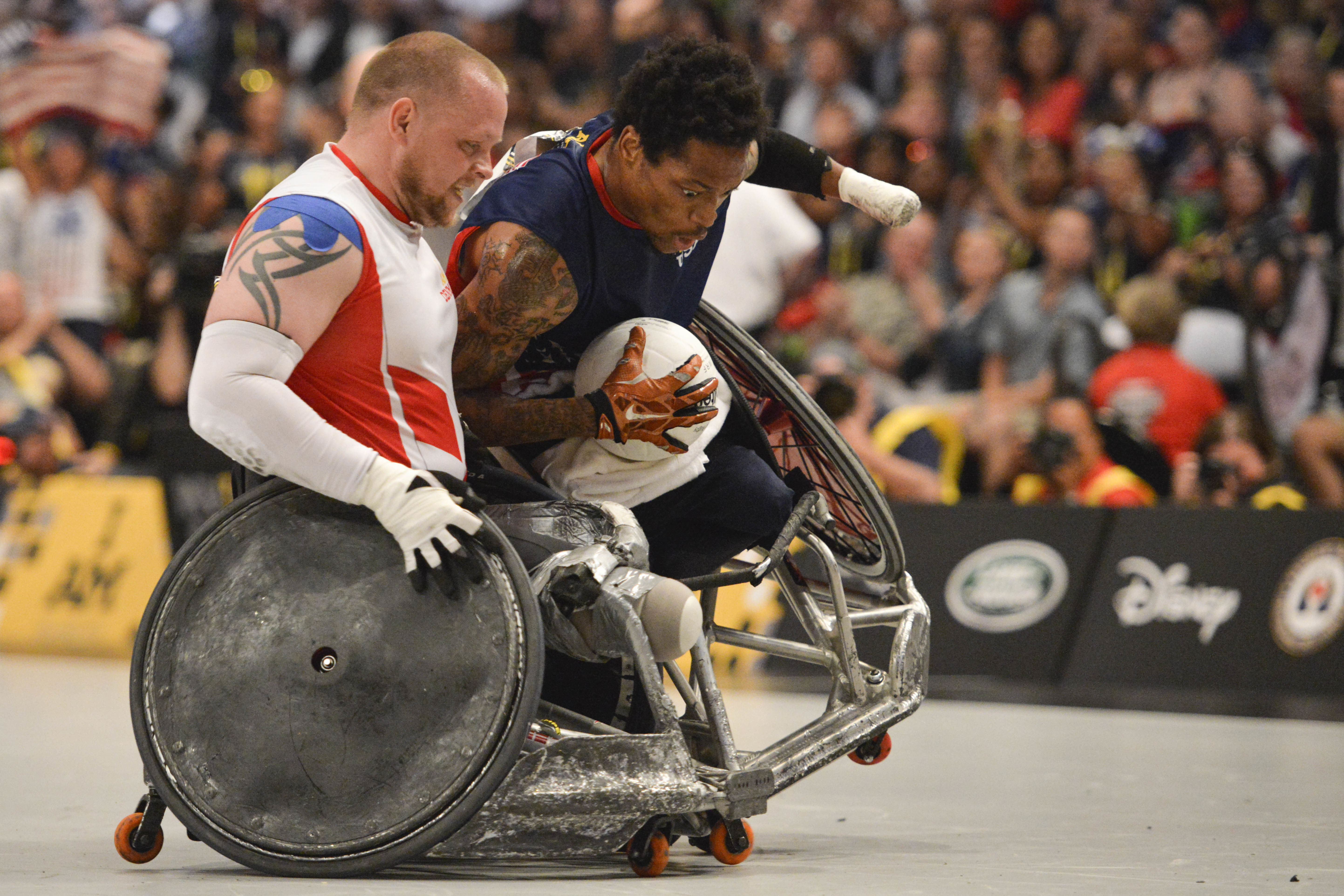
Danemark contre États-Unis en rugby-fauteuil aux Jeux de 2016.

Résultats définitifs :
- Pays organisateur (Royaume-Uni)

| Rang | Nation           | Or | Argent | Bronze | Total |
| ---- | ---------------- | -- | ------ | ------ | ----- |
| 1    | Royaume-Uni      | 54 | 28     | 29     | 111   |
| 2    | États-Unis       | 25 | 29     | 27     | 81    |
| 3    | France           | 7  | 6      | 4      | 17    |
| 4    | Australie        | 5  | 10     | 6      | 21    |
| 5    | Danemark         | 2  | 5      | 8      | 15    |
| 6    | Italie           | 2  | 1      | 1      | 4     |
| 7    | Pays-Bas         | 1  | 7      | 3      | 11    |
| 8    | Allemagne        | 0  | 2      | 0      | 2     |
| 8    | Canada           | 0  | 2      | 0      | 2     |
| 10   | Nouvelle-Zélande | 0  | 1      | 5      | 6     |
| 11   | Estonie          | 0  | 1      | 1      | 2     |
| 12   | Géorgie          | 0  | 0      | 2      | 2     |
| 13   | Afghanistan      | 0  | 0      | 0      | 0     |
| -    | Total            | 96 | 92     | 86     | 274   |

## Jeux de 2016
La deuxième édition des Jeux se tient en mai 2016 à Orlando, aux États-Unis. Les événements sportifs se déroulent au Complexe ESPN Wide World of Sports. Outre les treize nations présentes aux Jeux précédents, l'Irak et la Jordanie y participent,. La France y remporte 37 médailles.

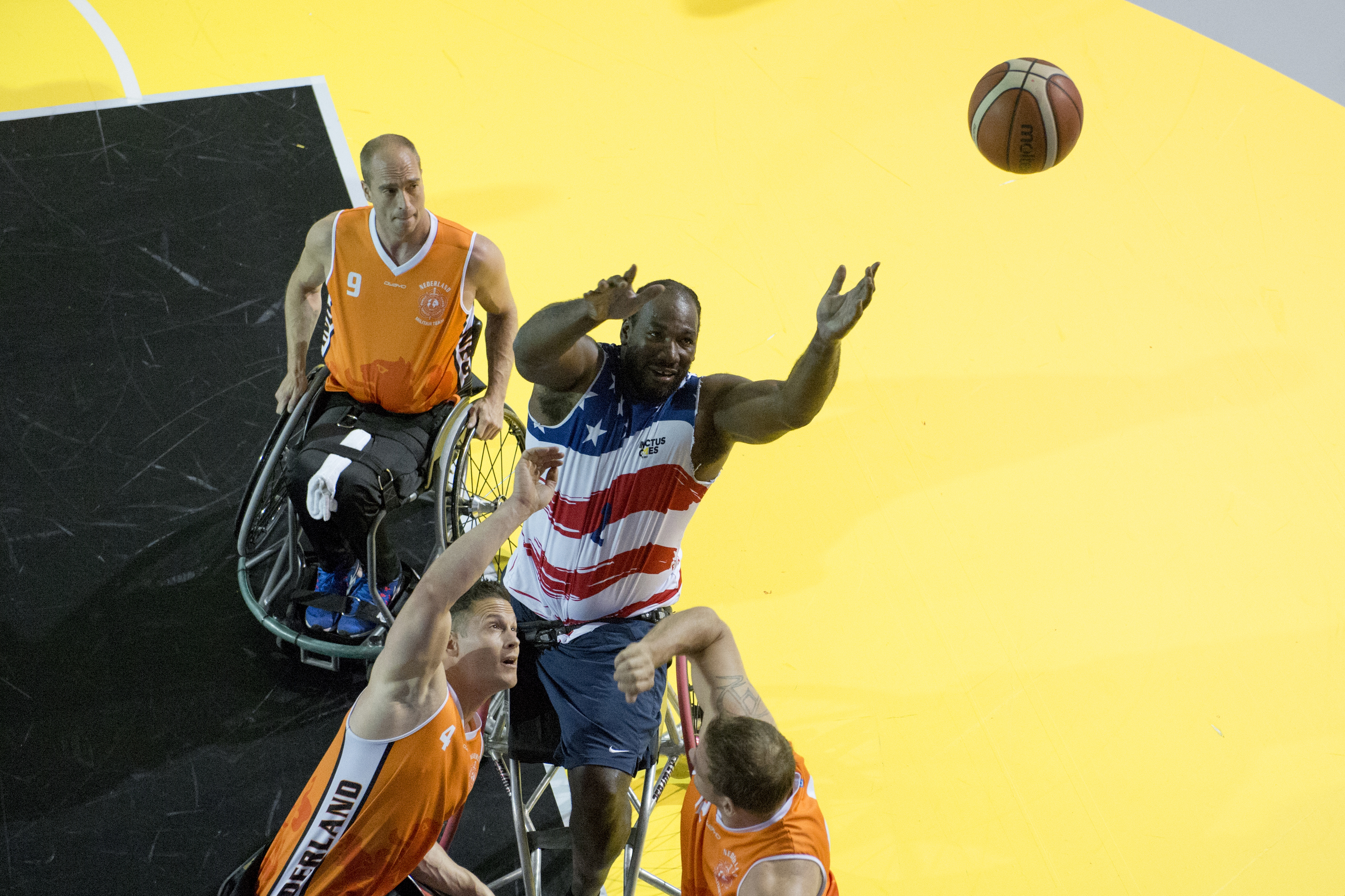
États-Unis contre Pays-Bas en Basketball en fauteuil roulant aux Jeux de 2016.

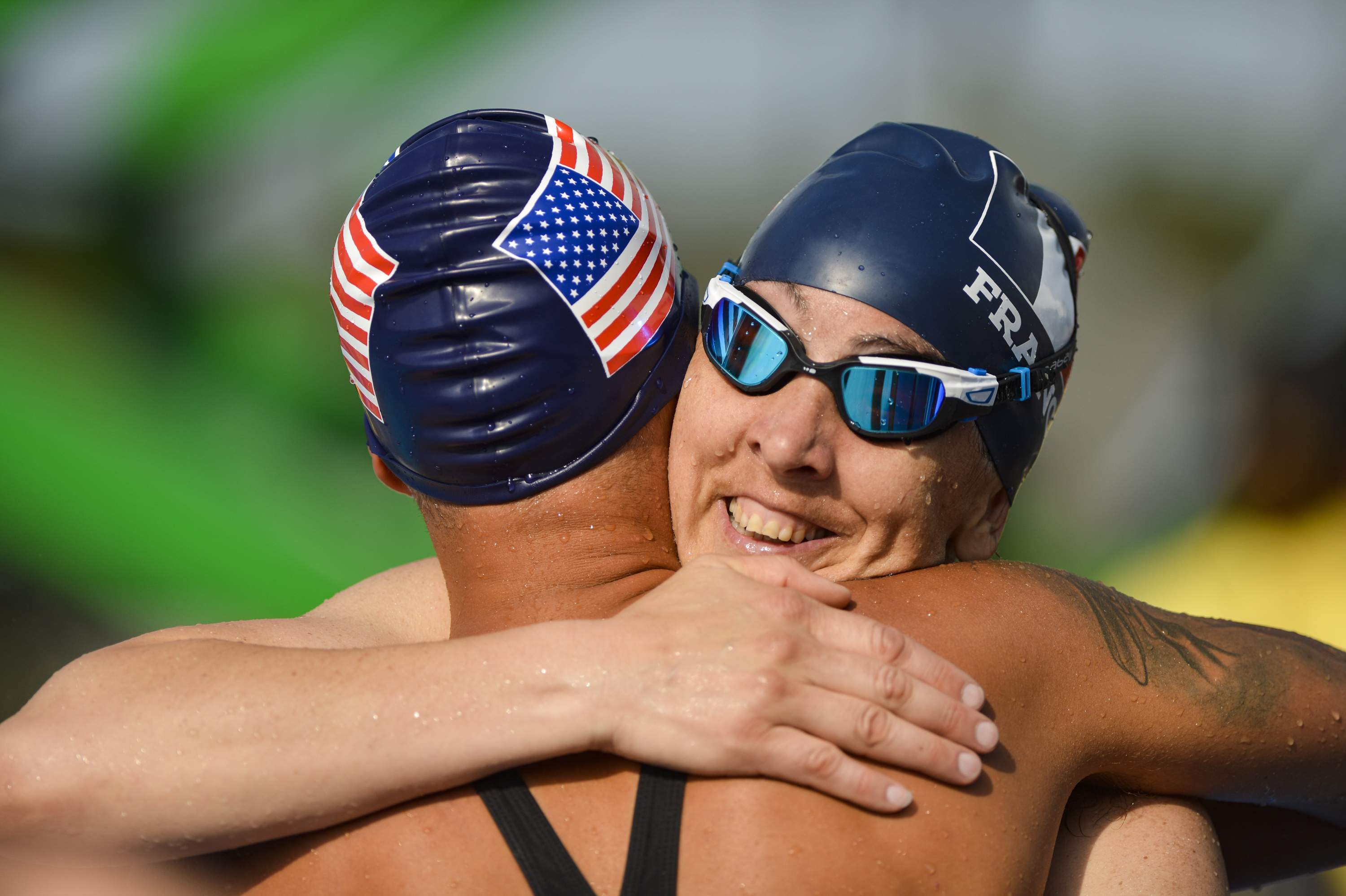
Linda Coyac nageuse du cinquante mètre.

## Jeux de 2017
Les Jeux de 2017 sont accueillis par la ville de Toronto, au Canada, en septembre. Outre les quinze nations présentes aux Jeux de 2016, l'Ukraine et la Roumanie y participent.

## Jeux de 2018
Les Jeux de 2018 sont accueillis par la ville de Sydney, en Australie. 18 nations y participent.

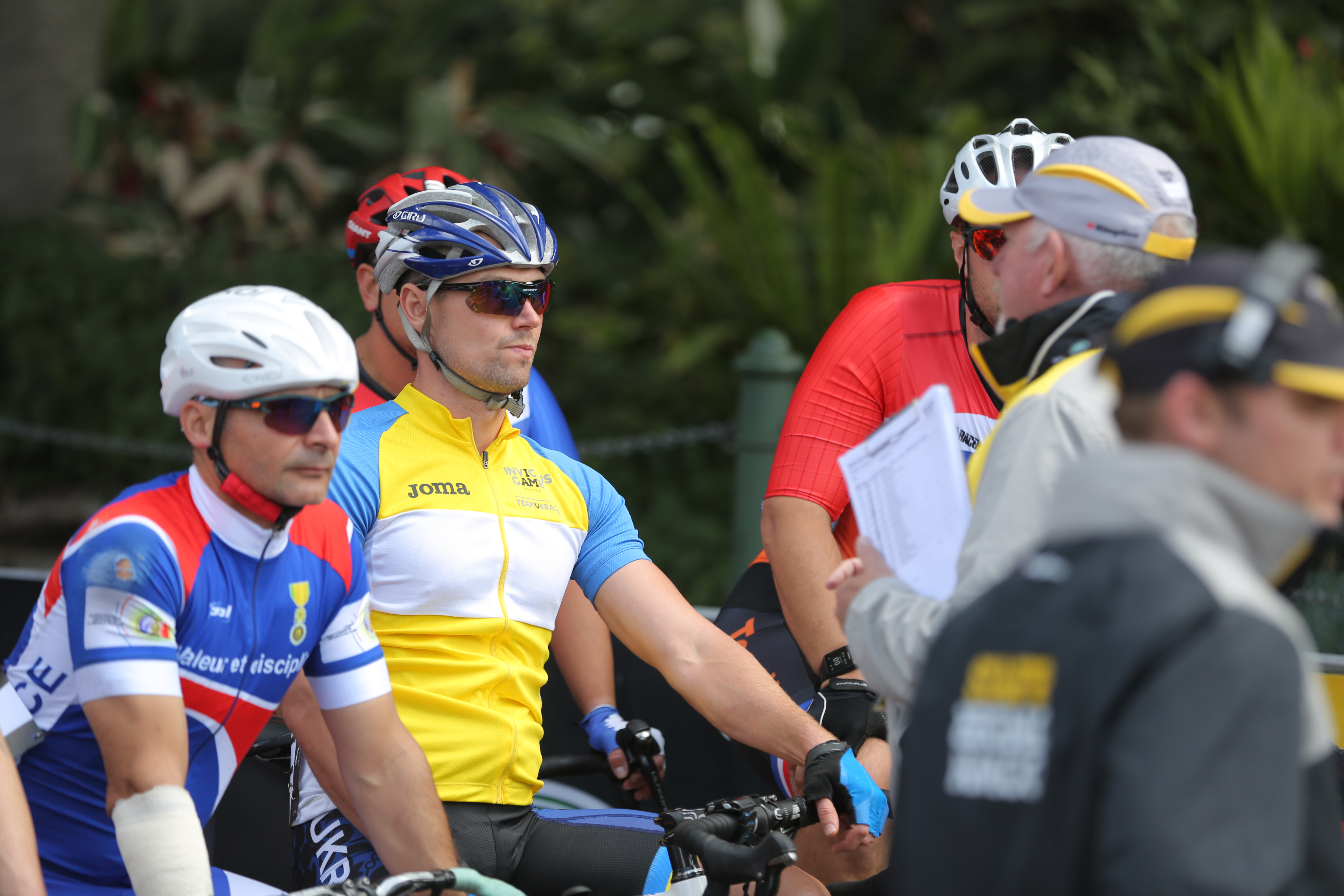
Départ de la course cycliste coureur français, médaille militaire et ukrainien en 2018.

## Jeux de 2022
Les Jeux de 2022 doivent initialement se dérouler entre le 9 et 16 mai 2020 à La Haye, aux Pays-Bas. Cependant, la pandémie de Covid-19 pousse les organisateurs à décaler les Jeux à 2021 avant de les repousser, une nouvelle fois, à 2022. 
Le 16 avril 2022, les Jeux sont ouverts pour six jours en présence du roi Guillaume-Alexandre des Pays-Bas.
C’est à cette occasion que la Belgique a pris part pour la première fois aux jeux.

## Jeux de 2023

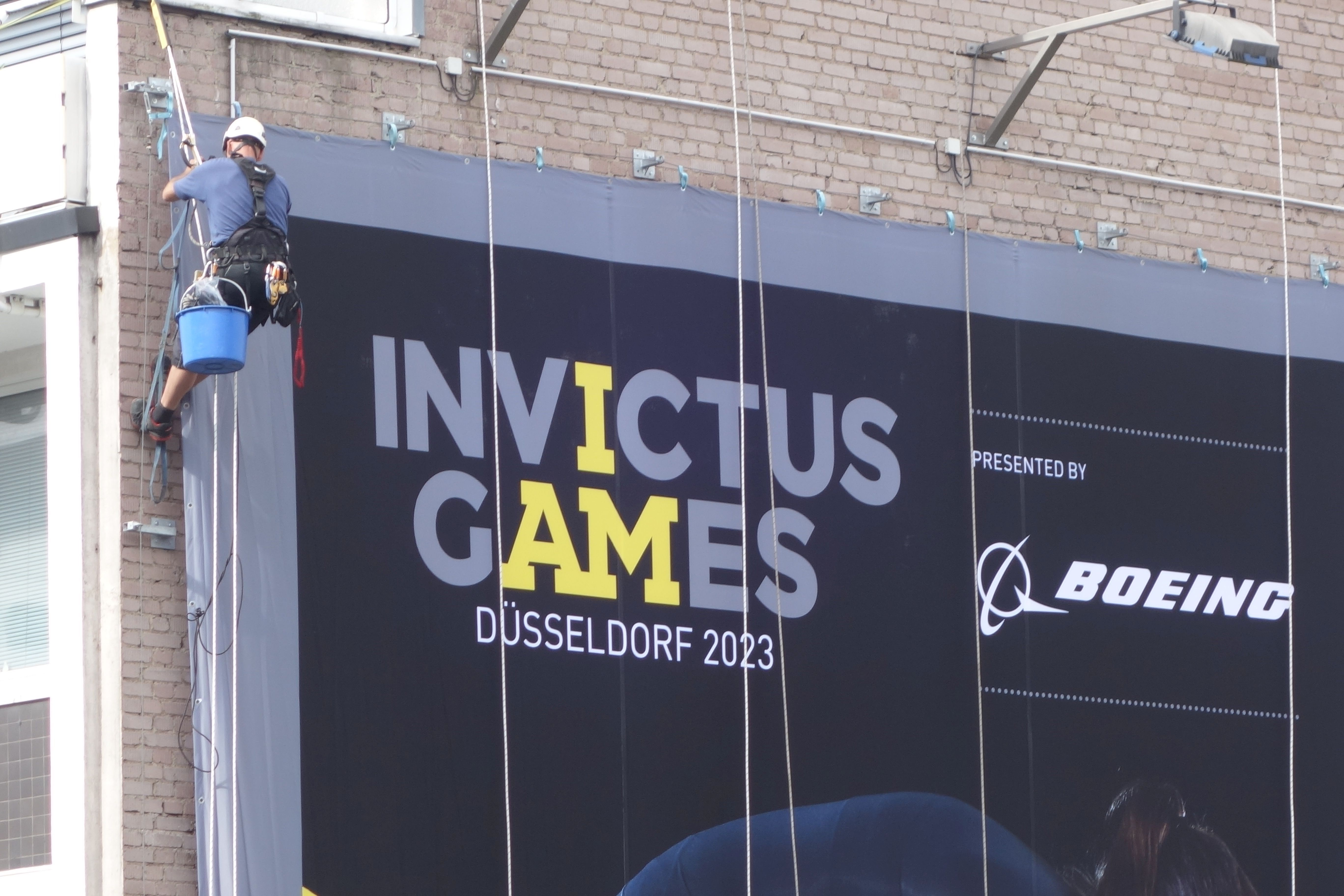
Installation d'une grande affiche par un grimpeur industriel pour les Invictus Games à Düsseldorf en 2023

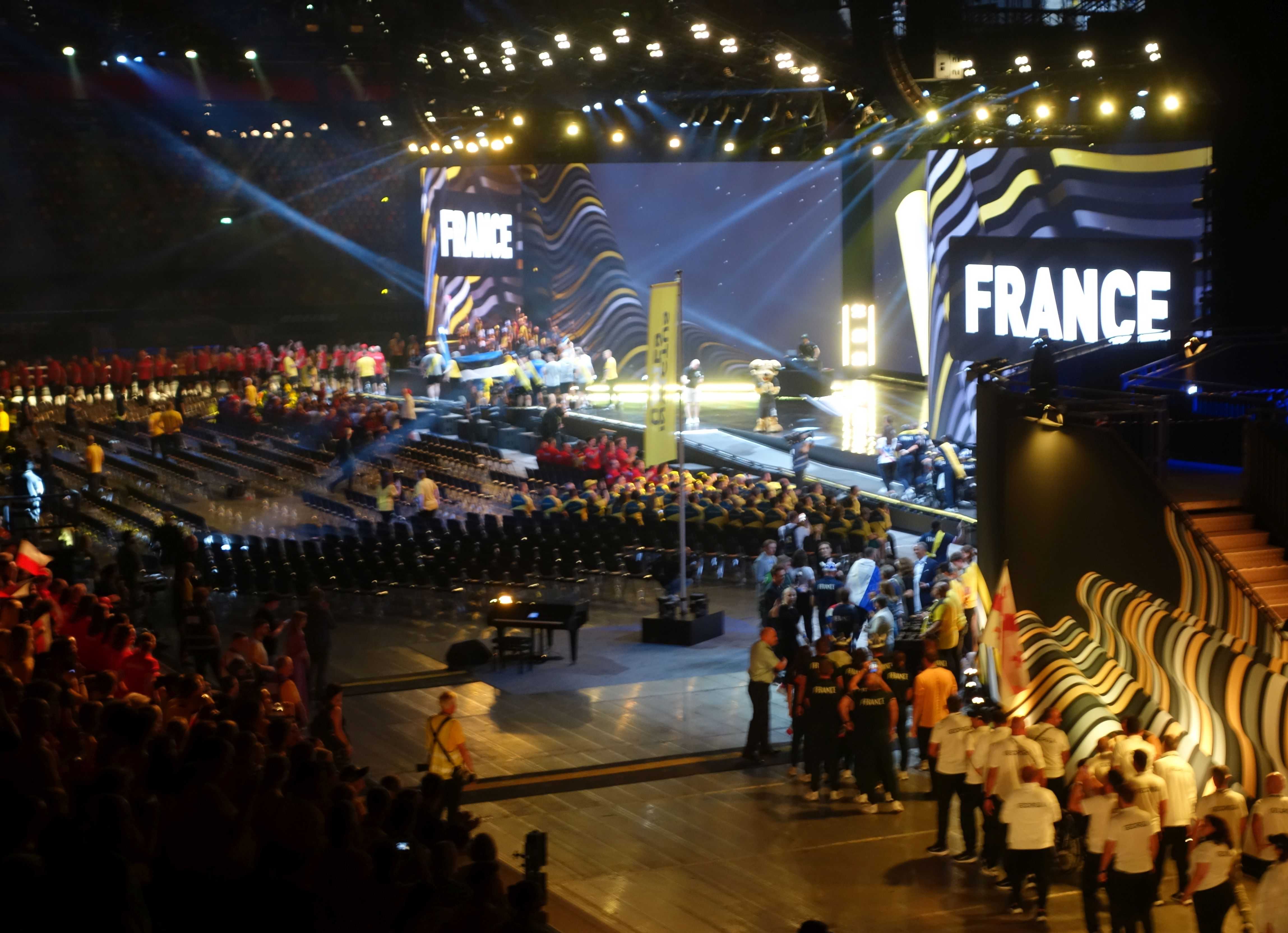
Événement de clôture des Invictus Games à Düsseldorf 2023, entrée France

## Fondation des Jeux Invictus
- sous le haut patronage du prince  Harry, duc de Sussex
- Président : Sir Keith Mills (ancien vice-président du Comité d'organisation des Jeux olympiques et les Jeux paralympiques de Londres 2012)

Direction
- Directeur général : Dominic Reid
- Directeur des opérations : Rose Hall

Fiduciaires
- Dave Hanson (ancien capitaine de la délégation britannique des Jeux Invictus 2014)
- Debbie Jevans (ancien directeur du sport des Jeux olympiques et les Jeux paralympiques de Londres 2012)
- Edward Lane Fox (secrétaire particulier du prince Henry)
- Terry Miller (ancien directeur juridique pour le Comité d'organisation des Jeux olympiques et des Jeux paralympiques de Londres 2012)
- Guy Monson (fiduciaire de la Fondation royale du duc et de la duchesse de Cambridge et du prince Henry)
- Mary Reilly (ancien membre du conseil du Comité d'organisation des Jeux olympiques et des Jeux paralympiques de Londres 2012)